# Clyde Hefer
Clyde Hefer (født 12. april 1961) er en australsk tidligere roer og dobbelt verdensmester.
Hefers første store resultater kom i letvægtsfireren, hvor han var med til at vinde VM i både 1980 og 1981.
Ved OL 1984 i Los Angeles roede han i otteren sammen med Craig Muller, Samuel Patten, Tim Willoughby, Ian Edmunds, James Battersby, Ion Popa, Stephen Evans og styrmand Gavin Thredgold. Australierne blev toer i indledende heat og vandt derpå opsamlingsheatet. I finalen vandt Canada guld, USA sølv, mens australierne hentede tredjepladsen.

## OL-medaljer
- 1984:  Bronze i otter